# ダラス・オースティン
ダラス・L・オースティン（Dallas L. Austin、1970年12月29日 - ）は、アメリカ合衆国の音楽プロデューサー、ソングライター、ミュージシャン。
TLCやボーイズ・II・メン、アナザー・バッド・クリエイションなどの楽曲制作で頭角を現し、他にも安室奈美恵、マドンナ、ジャネット・ジャクソン、P!NKなど様々なアーティストの作品にプロデューサーやソングライターとして携わった。
2019年にはソングライターの殿堂入りを果たした。
TLCのメンバーのチリと交際していた時期がある。2人の間には息子トロン (Tron)も生れた。

## 主なプロデュース楽曲
- アナザー・バッド・クリエイション（英語版） - 「アイーシャ」(Iesha)（1990年）
- ボーイズ・II・メン - 「モータウンフィリー」(Motownphilly) （1991年）、「グッバイ・トゥ・イエスタディ」(It's So Hard to Say Goodbye to Yesterday)（1991年）
- TLC - 「エイント・2・プラウド・2・ベッグ」(Ain't 2 Proud 2 Beg)（1991年）、「ホワット・アバウト・ユア・フレンズ」(What About Your Friends)（1992年）、「ハット・2・ダ・バック」(Hat 2 da Back)（1992年）、「クリープ」（1994年）、「シリー・ホー」(Silly Ho)（1998年）、「アンプリティ」(Unpretty)（1999年）
- ハイランド プレイス モブスターズ (Highland Place Mobsters) - 「テイク・ア・ディップ」(Take A Dip)（1992年）
- マドンナ - 「シークレット」（1994年）
- マイケル・ジャクソン - 「ディス・タイム・アラウンド」（1995年）
- モニカ - 「ドント・テイク・イット・パーソナル」(Don't Take It Personal)（1995年）
- サミー（英語版） - 「アイ・ライク・イット」(I Like It)（1999年）
- 安室奈美恵 - 「SOMETHING 'BOUT THE KISS」（1999年）、「think of me」（2001年）、「Put 'Em Up」（2003年）
- P!NK - 「ドント・レット・ミー・ゲット・ミー」(Don't Let Me Get Me)（2002年）、「ジャスト・ライク・ア・ピル」（2002年）
- ジャネット・ジャクソン - 「ジャスト・ア・リトル・ホワイル」（2004年）

## 参考資料
- クレイジーセクシークール (ライナーノーツ). TLC. LaFace・Arista. 21 December 1994. BVCA-663.{{cite AV media notes}}:  CS1メンテナンス: cite AV media (notes) のothers (カテゴリ)
- We Love TLC (ライナーノーツ). TLC. LaFace. 25 March 2009. BVCM-34077.{{cite AV media notes}}:  CS1メンテナンス: cite AV media (notes) のothers (カテゴリ) CS1メンテナンス: year (カテゴリ) - 期間限定生産盤（DVD付）
- 出田圭『R&B/HIP-HOP DISC GUIDE』スペースシャワーネットワーク、2001年11月10日。ISBN 978-4860200183。